# Montesano sulla Marcellana
Montesano sulla Marcellana é uma comuna italiana da região da Campania, província de Salerno, com cerca de 7.285 habitantes. Estende-se por uma área de 109 km², tendo uma densidade populacional de 67 hab/km². Faz fronteira com Buonabitacolo, Casalbuono, Grumento Nova (PZ), Lagonegro (PZ), Moliterno (PZ), Padula, Sanza, Tramutola (PZ).

## Demografia
| Variação demográfica do município entre 1861 e 2011                               |
|                                                                                   |
| Fonte: Istituto Nazionale di Statistica (ISTAT) - Elaboração gráfica da Wikipedia |